# La Nación (1913-1914)
La Nación fue un diario vespertino peruano publicado por primera vez en 1913. Servía como medio del gobierno del presidente Guillermo Billinghurst. Se definió como «diario noticioso de la noche». Dejó de circular tras el golpe de Estado del 4 de febrero de 1914. Desde un punto de vista técnico y periodístico tuvo un buen nivel, destacando también por su apoyo a la cultura. Se le recuerda por haber promovido el concurso nacional de cuento en el cual fue premiado El caballero Carmelo, de Abraham Valdelomar, considerado como una obra maestra de la cuentística del Perú, y que, de acuerdo a los críticos, significó la entrada a la modernidad de la literatura peruana.

## Historia
La creación de este diario fue auspiciada por el presidente Guillermo Billinghurst (que se hallaba en el poder desde 1912), con la intención de contar con un órgano de propaganda de su política y como eventual competidor de la gran prensa, entonces representada por El Comercio y La Prensa, que ya empezaba a serle hostil a causa de sus arrebatos personales y de sus propósitos antiparlamentarios.
La tarea de dirigir el diario fue encomendada a un periodista de gran trayectoria y que se había desarrollado profesionalmente en Argentina: Juan Pedro Paz Soldán, hijo de Pedro Paz Soldán y Unánue, el popular Juan de Arona. Su base material fue la antigua imprenta de El Diario, situada en la calle de Núñez, cerca del Club Nacional. El Diario había sido vocero del primer gobierno de Augusto B. Leguía (1908-1912).
Juan Pedro Paz Soldán había trabajado en La Nación de Buenos Aires y era experto en reportajes y en publicidad; precisamente adoptó el nombre del gran diario de la capital argentina.
El primer número se publicó el 6 de septiembre de 1913. En su «Prefacio periodístico» se aclaraba lo siguiente:

«Este diario aparece en una hora de expectativa nacional, cuando el Perú, tras seis largos lustros de penosa marcha pisa por fin los umbrales de su engrandecimiento y su fortuna y está en vías de recobrar su pasado esplendor. «La Nación» viene en este feliz período histórico a reforzar las filas del brillante diarismo nacional, con el propósito de ser a la vez que un eslabón más de acercamiento entre la opinión pública y las fuerzas dirigentes del país, un factor de armonía y de concordia, de orientación y de progreso».

## Impacto en la cultura
Jorge Basadre considera que, desde el punto de vista técnico y periodístico, La Nación fue una publicación de gran nivel.
Una de las primeras iniciativas del periódico fue convocar sendos concursos de literatura, historia y filosofía. El premio de literatura, en su modalidad de cuento, lo ganó Abraham Valdelomar (quien presentó su trabajo bajo el seudónimo de Paracas); el de historia Luis Antonio Eguiguren, y en el de ensayos filosóficos, Antenor Orrego (1914).
En sus páginas, Valdelomar publicó también sus «Crónicas de Roma», que envió desde Italia, donde ejercía un cargo diplomático.

## Final
Tras el golpe de Estado que encabezó el coronel Óscar R. Benavides, el 4 de febrero de 1914, y que sacó del poder a Billinghurst, La Nación dejó de circular. En sus talleres se empezó a editar otro periódico, que se puso al servicio de la dictadura instalada: La Patria, bajo la dirección de Enrique Bustamante y Ballivián.